# Christina Nilsson (sverigedemokrat)
Christina Inga-Lill Birgitta Nilsson, tidigare Karlsson, född 6 juli 1956 i Linköpings församling, Östergötlands län, är en svensk politiker (sverigedemokrat). Hon var riksdagsledamot (tjänstgörande ersättare) 2021 för Östergötlands läns valkrets.
Nilsson var tjänstgörande ersättare i riksdagen för Markus Wiechel under perioden 20 oktober–24 november 2021. I riksdagen var hon extra suppleant i utrikesutskottet.
Under 2025 uppmärksammades Nilsson för sitt stöd av Aktivklubbar. Hon uttryckte stöd på X, och i en debattartikel i Bulletin.